# Crisnée
Crisnée (en való Crusnêye) és un municipi belga de la província de Lieja a la regió valona. Comprèn els nuclis de Crisnée, Fize-le-Marsal, Kemexhe, Odeur i Thys.